# Station Upton
Upton is een spoorwegstation van National Rail in Upton, Wirral in Engeland. Het station is eigendom van Network Rail en wordt beheerd door Transport for Wales. Het station is geopend in 1896.